# Kaszab Aladár
Kaszab Aladár, születési és 1889-ig használt nevén Kohn Aladár (Szűcsi, 1868. július 4. – Budapest, 1929. március 15.) zsidó származású magyar gyáros, udvari tanácsos, a Pesti Izraelita Hitközség elnöke.

## Élete
A Heves-megyei Szűcsiben született Kohn Bernát és Blumenthal Amália fiaként. Gyöngyösön a Ferencrendiek gimnáziumában tanult. Ennek elvégzése után külföldre ment. Hét évi külföldi tanulmányút után hazatért Magyarországra, ahol 1894-ben megalapította Budapesten a Kaszab-féle csavargyárat (Kaszab Aladár Csavar és Vasárugyár Rt., Budapest, Madarász Viktor utca 4-6.), amely külföldi relációkban is tekintélyes tényezője lett a magyar gazdasági és ipari életnek. 1924-ben Újvidéken is létesített egy hasonlóan nagy méretű csavargyárat. Közgazdasági, kereskedelmi tevékenysége mellett a társadalmi, jótékonysági, humanitárius akciók sorából is bőven kivette a részét és mindenütt elől lehetett látni, ahol akár zsidó ügyekről, akár általános emberi jótékonykodás gyakorlásáról volt szó. A király 1911-ben udvari tanácsossá nevezte ki.

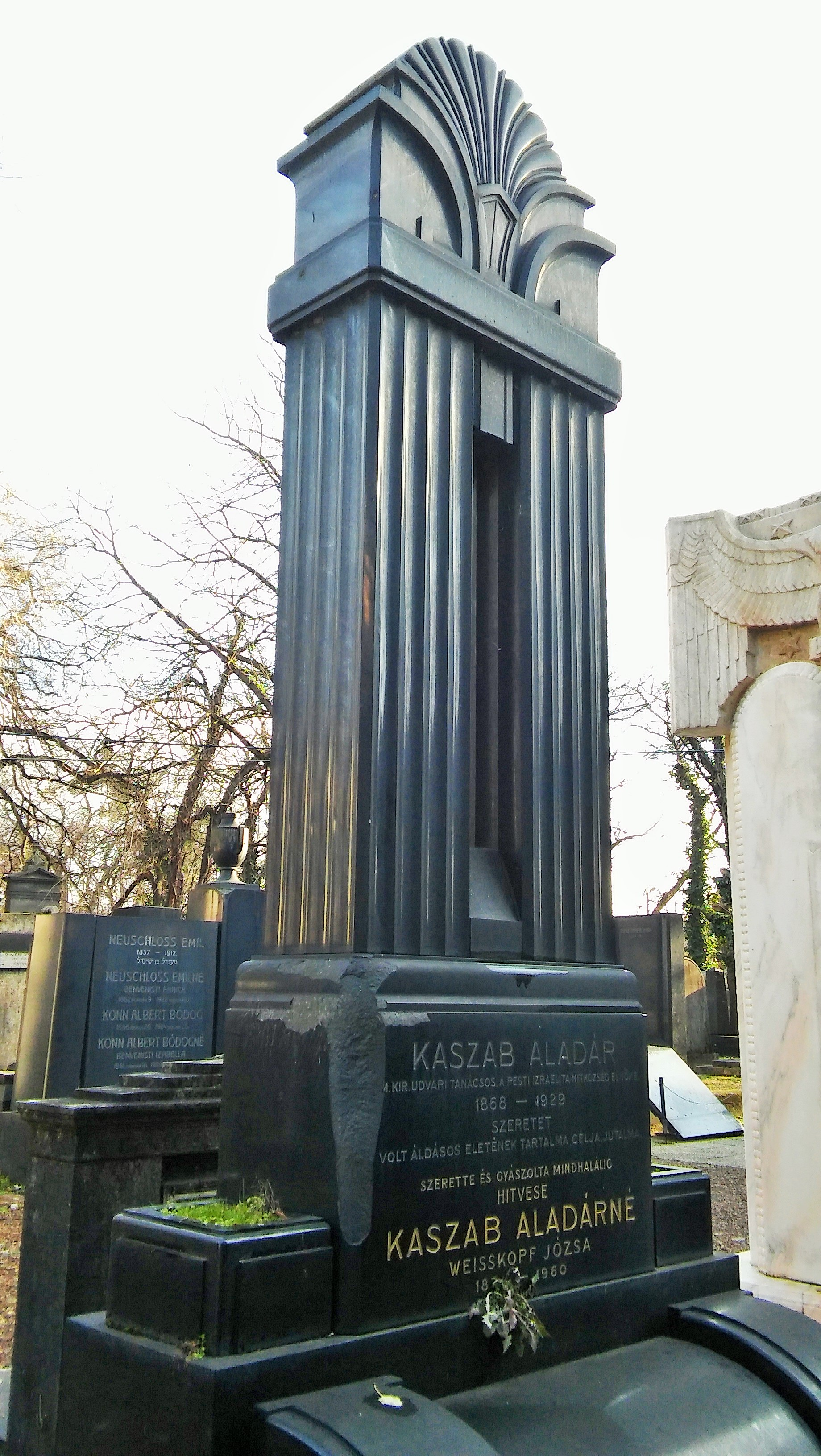
Nyughelye, Salgótarjáni utcai zsidó temető

Kaszab a Kereskedelmi és Iparkamara egyik legrégibb beltagja, tőzsdetanácsos, az Országos Iparegylet alelnöke, a Kereskedelmi Csarnok alelnöke, a Tisztességtelen Verseny zsűrijének elnöke, a Kivándorlási Tanácsnak egyetlen olyan tagja, aki nem volt aktív politikus, az Országos Magyar Tudakozó Egylet elnöke, a Vámpolitikai Központ elnökségének tagja. Közérdekű működésének leggazdagabb területe a Pesti Izraelita Hitközség. Kulturális és emberbaráti mozgalmakban egész sereg intézmény létesítésével és támogatásával szerzett itt nagy érdemeket. Ezek közül talán a legismertebb a Kaszab Aladár és felesége, született Weiszkopf Józsa (1874–1960) poliklinika alapítása emberszeretetének és jótékonyságának legszebb tanúsága.
A Pesti Izraelita Hitközség hálája és elismerése nyilatkozott meg Kaszab iránt, amikor 1928-ban egyhangúlag a hitközség elnökévé választotta.
Kaszab Aladár egy évvel később, 1929-ben hunyt el 61 éves korában. A Salgótarjáni utcai zsidó temetőben helyezték nyugalomra.